# Alexis Rossell
Alexis Rossell (Coro, estado Falcón, Venezuela, 3 de marzo de 1951) es un arpista y músico folclórico de fusión venezolano. Es hermano del fallecido director de teatro Levy Rossell y graduado del Conservatorio Nacional de Música Juan José Landaeta en Caracas. Rossell fusiona música e instrumentos típicos venezolanos con elementos de música rock.

## Biografía
Se inició en la música influenciado por Hugo Blanco, quien estudiaba con su hermano mayor en el Liceo Aplicación de Caracas. Empezó tocando clave en la banda de su hermano y más tarde se dedicó al arpa imitando a Genaro Lobo, arpista del grupo. Una compañera de estudio que era hija de Carmen Fisher, dueña de la Academia de Música Fisher, le comentó a su mamá el talento de Rossell. Fisher le dio trabajo por un año tocando todos los miércoles en su programa de televisión en el Canal 5.
Influenciado por Juan Vicente Torrealba y Hugo Blanco a los 12 años compuso su primera canción, Horizontes. Y posteriormente, la primera edición de La Experiencia Psicotomimética del locutor Cappy Donzella el 20 de abril de 1968 lo llevó a interesarse en fusionar folclore con rock. Así, junto al tecladista Jorge Salamanca y el bajista Antonio Alcalá comenzó a experimentar con Horizontes y Churún Merú, uno de sus temas más conocidos.
A finales de 1975 formó el grupo Venezuela Joven, una banda integrada por Jorge Salamanca (teclados), Gustavo Montaño (guitarra, mandolina), Luis Gonzáles (cuatro), Gustavo Sandoval (bajo), Alfredo Morales (batería), Omar Amaya (percusión) y Pedro Talavera (congas). La cual tuvo diferentes miembros a través de los años. Esta agrupación grabó por vez primera en septiembre de 1976, publicando el álbum titulado ALEXIS ROSSELL y su VENEZUELA JOVEN en el cual todos los temas fueron compuestos por Alexis Rossell. Un disco de edición privada que vendía en sus conciertos y en su trabajo en el centro de computación de la Universidad Simón Bolívar. Posteriormente en 1977 es contratado por el sello TOP HITS quienes le piden reeditar ese primer disco con ellos, aunque el disco tuvo variaciones entre la primera edición privada y la segunda por Top Hits, el más significativo es la carátula y el segundo es la sustitución de 3 temas del primer album por 2 semas en su reedición. En 1978 recibió el premio Escenario Juvenil por producción discográfica del año y posteriormente editó Vuelo del Ícaro (1978).  También fue nominado al Guaicaipuro de Oro como compositor y grupo nacional del año. En 1979 le hizo la música a la obra de teatro Lo mío lo dejan en la olla, de su hermano Levy Rossell con quien grabó una banda sonora. y el 1 de diciembre de ese año Rossell y su banda fueron seleccionados para inaugurar las transmisiones de televisión a color en Venezuela con un programa musical titulado Alexis Rossell y su Venezuela Joven. Transmitido por la Televisora Nacional de Venezuela, el programa fue producido por Oscar Ibarra Moreno y también presentó a Luis Mariano Rivera.
El 15 de agosto de 1980 se presentó en Poliedro de Caracas junto a la banda Tiger's Baku, en la que tocaba Frank Quintero. Ese mismo año editó El cordonazo (1980) y ganó el premio Escenario Juvenil como agrupación musical del año (tocó en la ceremonia el 24 de octubre en el Caracas Hilton).
En diciembre de 1980 se presentó en concierto junto a Vytas Brenner y su Ofrenda. Este concierto fue en homenaje al Grupo Madera, el cual perdió parte de sus miembros en un accidente el 15 de agosto de 1980. En el concierto también se presentaron Gerry Weil y su banda, el Grupo Madera, Paulette Dozzier y Maricruz Quintero. Al año siguiente es galardonado con la distinción Flor Siempreviva, otorgado por la organización Arte de Venezuela por su productiva labor musical. 
Durante los años 1980 Rossell se presentó en todo el país y participó en la Gira de las siete estrellas (marzo 1981), en la que compartió escena con Resistencia, Témpano, La Misma Gente, Mango, El Trabuco Venezolano y Esperanto entre otros. También editó una serie de discos influyentes en la música fusión venezolana como Es navidad (1980), Torbellino (1981), Sangre negra (1982), Al rescate (1983), Zapatico de navidad (1984) y Desde el infinito (1988).
En 1988 dio dos conciertos en Miami y volvió a esa ciudad para presentarse en el James Knight Center en 1992. Ese mismo año dio un recital en el Teatro Teresa Carreño de Caracas. En 1996 recibió el Botón del Municipio Baruta por "Su extensa labor formando nuevas generaciones en el campo musical".
En el 2015 participó en el evento Un Homenaje Para Vytas en el Teatro Teresa Carreño junto a Huáscar Barradas, Alfredo Naranjo, Gerry Weil, Jorge Spiteri, Guillermo Carrasco, Biella Da Costa, Gaélica, Backhand, Sergio Pérez y Compasses entre otros.

## Discografía
- 1976 - Alexis Rossell y su Venezuela Joven (Independiente)
- 1977 - Alexis Rossell y su Venezuela Joven (Top Hits)
- 1978 - Vuelo del Ícaro - (Top Hits)
- 1979 - Lo mío me lo dejan en la olla - (Arte de Venezuela).
- 1980 - El Cordonazo - (Grabaciones Mundiales).
- 1981 - Torbellino - (Grabaciones Mundiales).
- 1980 - Es Navidad - (WEA)
- 1981 - Torbellino - (Grabaciones Mundiales)
- 1982 - Sangre negra - (Grabaciones Mundiales)
- 1983 - Al rescate - (Grabaciones Mundiales)
- 1984 - Zapatico de Navidad - (Grabaciones Mundiales)
- 1988 - Desde el infinito - (Independiente)
- 2017 - Una fusión diferente Vol 1 (independiente)
- 2018 - Una fusión diferente Vol 2 (independiente)
- 2018 - Una fusión diferente Vol 3 (independiente)
- 2018 - Una fusión diferente Vol 4 (independiente)
- 2018 - Una fusión diferente Vol 5 (independiente)
- 2018 - Una fusión diferente Vol 6 (independiente)
- 2020 - Hojas de Verano (Independiente)

## Fuente
- Alexis Rossell - La Venciclopedia